# Союз русских художников
Сою́з ру́сских худо́жников — творческое объединение художников России XXI века.
15 мая 2008 года в Москве состоялось собрание художников (Колупаев Н. В., Зайцев Н. Е., Чайников Г. Л., Абакумов М. Г., Страхов В. Н., Кугач М. Ю.), на котором было принято решение о создании к 105-летнему юбилею «Союза русских художников», выставочного проекта «Союз Русских Художников. Новое время», с проведения ежегодных выставок в городах России и Беларуси. В 2016 году официально зарегистрирован как НКО «Союз русских художников».

## История
Решение о создании новой выставочной организации — «Союза Русских Художников» было принято на состоявшемся 15 февраля 1903 года в Санкт-Петербурге собрании участников объединения «Мир искусства» и московской группы «36-ти художников». Первая выставка была открыта 22 декабря 1903 года. До 1923 года Союзом русских художников было проведено 16 выставок. Последняя выставка прошла в Москве в мае 1923 года.
В конце 1980-х годов группа художников СССР (Сидоров В. М., Ткачевы А. П. и С. П., Зайцев Н. Е., Грицай А. А., Федосов Н. П., Забелин В. Н.) выдвинула идею возрождения Союза русских художников, которая не была реализована по причине начавшихся в стране социальных потрясений.
Только в 2008 году этот проект, объединивший российских художников, работающих в рамках реалистической живописи, был осуществлён под названием «Союз русских художников. Новое время». В числе его участников: члены Российской Академии художеств, народные художники СССР Валентин Сидоров, братья Алексей и Сергей Ткачёвы, Николай Колупаев, член-корреспондент Российской Академии художеств, заслуженный художник России Александр Клюев, народные художники России Сергей Гавриляченко, Михаил Изотов, Виталий Миронов, заслуженный художник России Николай Зайцев, Виктор Орлов, Иван Степанов, Валерий Страхов и другие, а также молодые художники — выпускники высших учебных художественных заведений страны. Творчество членов Союза отличает интерес в искусстве к национальным традициям и истории, русскому пейзажу.

### Выставки
- 5 декабря 2008 года в Москве в Центральном Доме Художника открылась первая выставка «Союз Русских Художников. Новое время».
- 20 ноября 2009 года в Москве в Центральном Доме Художника открылась вторая выставка «Союз Русских Художников. Новое время».
- 2 февраля 2010 года в Брянске открылась первая Передвижная выставка «Союз Русских Художников. Новое время»(Брянск- Орёл- Липецк- Лев Толстой- Самара).
- 28 июля 2010 года в Минске открылась первая зарубежная выставка «Союз Русских Художников. Новое время» (Минск- Могилёв).
- 16 декабря 2010 года в Москве в Центральном Доме Художника открылась третья выставка «Союз Русских Художников. Новое время»
- 5 ноября 2011 года в Москве в центральном доме художника открылась четвёртая «Союз Русских Художников. Новое время». В состав её участников вошли: Алехин А. П., Блинова Ю. К., Боганис А. М., Гавриляченко С. А., Дареев А. А., Дроздов А. Ю., Зайцев Н. Е., Зайцева Н. В., Зотин В. М., Зудов Н. И., Каверзнев И. А., Клюев А. А., Колупаев Н. В., Копняк В. А., Коротков Н. Н., Корсаков В. В., Косничев А. Е., Кочешков М. А., Куракса В. В., Миронов В. С., Мокшин Ю. А., Мочалин А. Н., Орлов В. А., Орлов Ю. А., Пен С. В., Пластов Н. Н., Рыбакова И. В., Сидоров В. М., Самсонова В. В., Смирнов С. И., Степанов И. Г., Страхов В. Н., Ткачев А. П., Ткачев С. П., Ткачева Е. А., Ткачев Ю. К., Третьяков Н. Н., Фаткулин М. М., Фаюстов М. В., Шмарин Д. А.

Проведённые СРХ за период с 2008 по 2011 годы выставки объединяют в своём составе художников старшего, среднего и младшего поколений от Академиков до вчерашних студентов из многих городов России: Брянск, Барнаул, Вологда, Владимир, Вятка, Кострома, Коломна, Красноярск, Москва, Ногинск, Новоалтайск, Орёл, Пенза, Подольск, Рязань, Серпухов, Санкт — Петербург, Павловский Посад.
Искусство Г. М. Коржева, С. П. Ткачева, А. П. Ткачёва, В. М. Сидорова, внёсших выдающийся вклад в русское искусство, неразрывно связано с творчеством хранителей и носителей русского искусства XX века — живописцев С. В. Гарасимова, Г. Г. Ряжского, Ф. П. Решетникова, А. А. Пластова, А. А. Дейнеки, М. В. Добросердова, В. В. Почиталова, В. Г. Цыплакова, В. Ф. Стожарова, В. Ф. Гаврилова. Искусство получает своё развитие от учителей к ученикам. В сохранении и продолжении традиций русской реалистической школы живописи важную роль играет преемственность поколений живописцев. Преемственность художников, картины которых представлены на выставке, очень чётко прослеживается. Н. Е. Зайцев, Н. В. Колупаев, С. А. Гавриляченко, Н. И. Зудов, В. Н. Страхов, М. Н. Изотов, А. А. Клюев, Н. Н. Пластов, И. А. Каверзнев, В. С. Миронов, С. И. Смирнов, Е. А. Ткачёва, Д. А. Шмарин, А. Ю. Дроздов, М. В. Фаюстов. Связь эта очень сильна и своими корнями уходит в национальную школу искусства.
Примечательно, что, согласно правилам СРХ, на выставках « Союз Русских Художников. Новое время» авторы показывают нигде ранее не экспонировавшиеся произведения. Особое внимание зрителей привлекли картины: на выставке 2008 г. — С. П.и А. П. Ткачевы «Вечер в деревне», Н. Е. Зайцев «Памяти моей бабушки и мамы» (2008 г.), Н. В. Колупаев «Сеятель» (2006—2008 г.), Г. Л. Чайников «Весна» (2007 г.), А. П. Алёхин «Ямково. Большая вода»(2006 г.), М. Н. Изотов «Пойма Клязьмы у Владимира» (2008 г.), С. В. Пен «Кронштадт» (2008 г.), на выставке 2009 г. — С. П.и А. П. Ткачевы « Последние жители деревни Новые Котчище» (2007 г.), М. Г. Абакумов «Вновь горят лампады», Н. Н. Завьялов «Вечер в деревне», Н. Е. Зайцев «Пастушок» (2000 г.), Н. И. Зудов «Свеча Господня. Возрождение» (2008 г.), А. А. Клюев «Деревня у озера» (2007 г.), В. Н. Страхов «Прошла последняя метель» (2009 г.), на выставке 2010 г. — Г. М. Коржев «А чья земля?», «Переселенцы», А. А. Дареев «Оттепель» (2010 г), Н. В. Колупаев «Болезный» (2010 г.), Н. Н. Коротков «Жертва» (2010 г.), на выставке 2011 г. — В. М. Сидоров «Приехал я в деревню. Приехал я домой» (2007 г.), Н. Е. Зайцев «Мальчики» (2011 г.), И. А. Каверзнев «Праздничное подношение» (2011 г.), Н. Н. Пластова «Автопортрет с палитрой».

## Художники, входящие в СРХ
Ткачёв А. П., Ткачёв С. П., Ткачёва Е. А., Сидоров В. М., Алёхин А. П., Блинова Ю. К., Боганич А. М., Гавриляченко С. А., Графов В. Ю., Дареев А. А., Дроздов А. Ю., Зайцев Н. Е., Зайцева Н. В., Зотин В. М., Зудов Н. И., Каверзнев И. А., Клюев А. А., Колупаев Н. В., Копняк В. А., Корсаков В. В., Косничев А. Е., Кочешков М. А., Куракса В. В., Миронов В. С., Мокшин Ю. А., Мочалин А. Н., Орлов В. А., Орлов Ю. А., Пластов Н. Н., Рыбакова И. В., Самсонова В. В., Смирнов С. И., Степанов И. Г., Страхов В. Н., Ткачёв Ю. К., Третьяков Н. Н., Фаткулин М. М., Фаюстов М. В., Шмарин Д. А., Кутиловский А. И. и другие.

## НКО Союз русских художников (с 2016 года)

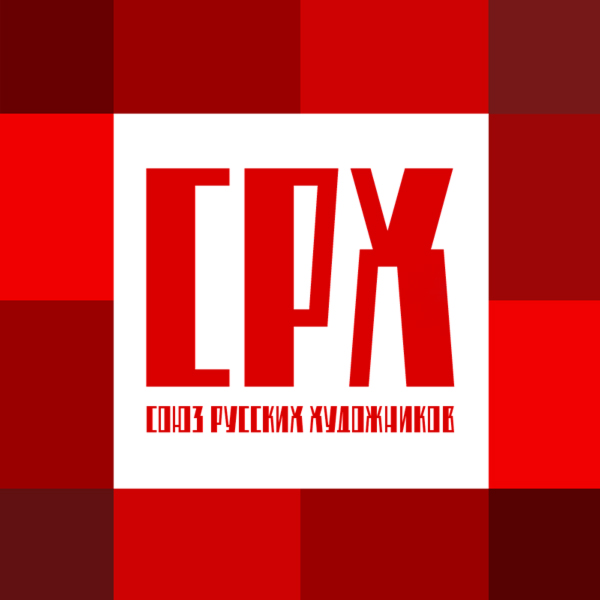
Logo of the Union of Russian Artists (since November 2017)

В октябре 2016 года Главным управлением Министерства юстиции Российской Федерации по Москве принято решение о государственной регистрации Союза русских художников, как некоммерческой организации.
Согласно Уставу СРХ, основными целями деятельности Союза являются координация профессиональной деятельности, представление и защита общих профессиональных интересов, создание необходимых условий для творческой работы членов Союза, являющихся творческими работниками изобразительного искусства.
Президент НКО Союз русских художников: Лаур А. И., председатель Правления: Комаров С. Н.